# Kaong Kang
Kaong Kang es una comuna (khum) del distrito de Ponhea Kraek, en la provincia de Kompung Cham, Camboya. En marzo de 2008 tenía una población estimada de 14 967 habitantes.
Se encuentra ubicada en la llanura camboyana, al sureste del lago Sap (Tonlé Sap) y a escasa distancia del río Mekong y de la frontera con Vietnam.